# Thamnotettix gannetti
Thamnotettix gannetti är en insektsart som beskrevs av Samuel Hubbard Scudder 1890. Thamnotettix gannetti ingår i släktet Thamnotettix och familjen dvärgstritar. Inga underarter finns listade i Catalogue of Life.